# 5734 Noguchi
5734 Noguchi è un asteroide della fascia principale. Scoperto nel 1989, presenta un'orbita caratterizzata da un semiasse maggiore pari a 2,3467096 UA e da un'eccentricità di 0,0707166, inclinata di 7,44640° rispetto all'eclittica.